# César Cedeño
César Cedeño Encarnación (nacido el 25 de febrero de 1951 en Santo Domingo) es un ex jardinero central dominicano que jugó en las Grandes Ligas de Béisbol con los Astros de Houston (1970-1981), Rojos de Cincinnati (1982-85), Cardenales de San Luis (1985) y Los Angeles Dodgers (1986). Firmado por Houston como amateur en 1967, Cedeño debutó el 20 de junio de 1970 a los 19 años de edad. Nunca se convirtió en "El próximo Willie Mays", pero desde luego tuvo una carrera distinguida y con un sólido desempeño en las Grandes Ligas.

## Carrera en Grandes Ligas
Cedeño mostró signos de estrellato a principios de su carrera, bateando .310 en su temporada de novato en 1970, y .320 en 1972 y 1973. Poseyendo una rara combinación de poder, flameante velocidad y buena defensa, se convirtió en el segundo jugador en la historia de las Grandes Ligas (después de Lou Brock en 1967) en batear 20 jonrones y robarse 50 bases en una temporada. Cedeño logró la hazaña en tres años consecutivos (1972-1974). Además robó 50 bases más en los próximos tres años (1975-1977), lideró la liga dos veces en dobles (1971-1972) e impulsó 102 carreras en 1974.
Ganador de cinco premios consecutivos del Guante de Oro (1972-1976), Cedeño apareció en cuatro Juegos de Estrellas (1972-1974, 1976), y fue candidato para el Jugador Más Valioso de la Liga Nacional en 1972. En el Juego de Estrellas de 1972, Cedeño venció a Roberto Clemente para la posición de titular de la Liga Nacional. Cedeño también realizó un hitting for the cycle (batear un sencillo, doble, triple, jonrón en el mismo juego) tanto en 1972 y 1976.
En 1985, Cedeño fue uno de los cinco miembros activos en el 2000-hit club de los Rojos, junto con Pete Rose, Tony Pérez, Dave Concepción y Buddy Bell. El 29 de agosto de 1985, fue cambiado a los Cardenales de San Luis por un jardinero llamado Mark Jackson, donde bateó para .434 con seis jonrones en 28 juegos y siempre podría decirse que le proveía la energía necesaria a su nuevo equipo para superar a los Mets de Nueva York y llegar a los playoffs, jugó en la primera base para reemplazar al lesionado Jack Clark en los juegos finales de la temporada regular y jugó en los jardines en los playoffs para ayudar a reemplazar al lesionado Vince Coleman. Terminó su carrera con los Dodgers y jugó su último partido el 2 de junio de 1986.
En una carrera de 17 años, Cedeño fue un bateador de .285 con 199 jonrones y 976 carreras impulsadas en 2,006 juegos. Sus 550 bases robadas lo ubican en el puesto 25 en la lista de todos los tiempos, y los 487 robos que acumuló con los Astros lo coloca primero en la lista de la franquicia líder de todos los tiempos por encima de la superestrella Craig Biggio.
Después de retirarse, Cedeño fue entrenador de fildeo y bateo en las ligas invernales de República Dominicana y Venezuela. Además, se desempeñó como entrenador en la Gulf Coast League afiliada de los Nacionales de Washington, trabajo que dejó en 2009.

## Liga Dominicana
Cedeño jugó en la Liga Dominicana durante seis temporadas para el equipo Estrellas Orientales, terminando con un récord de 233 juegos jugados, 847 veces al bate, 122 carreras anotadas, 125 carreras impulsadas, 175 hits, 37 dobles, 16 triples, 22 cuadrangulares, 455 sluggin, 74 bases por bolas, 91 ponches y 54 bases robadas.

## Incidentes
La carrera de Cesar Cedeño prácticamente comenzó a fragmentarse cuando accidentalmente mató a su querida de un disparo en una habitación de un motel. Cedeño admite que le mostraba un arma de fuego que había comprado, y la misma repentinamente se disparó cuando ella fue a tomarla para verla. El pelotero fue procesado y condenado por el homicidio involuntario cometido.